# Dumitru Motreanu
Dumitru Motreanu (n. 30 ianuarie 1949, Târgu Ocna) este un matematician român ce se afirmă în analiza neliniară, ecuații parțial diferențiale si matematică aplicată. A primit premiul Simion Stoilow al Academiei Române. Din anul 2000 este profesor la Universitatea din Perpignan (Franța).

## Lucrări

### Cărți
- 2014: D. Motreanu, V. V. Motreanu and N. S. Papageorgiou, Topological and Variational Methods with Applications to Nonlinear Boundary Value Problems, Springer, New York, 459 pp.[3]
- 2007: S. Carl, V. K. Le and D. Motreanu, Nonsmooth Variational Problems and Their Inequalities. Comparison Principles and Applications, Springer Monographs in Mathematics, Springer, New York, 410 pp.[3]
- 2003: D. Goeleven, D. Motreanu, Y. Dumont and M. Rochdi, Variational and Hemivariational Inequalities, Theory, Methods and Applications, Volume I: Unilateral Analysis and Unilateral Mechanics, Kluwer Academic Publishers, Dordrecht / Boston / London, 424pp.[3]
- 2003: D. Goeleven and D. Motreanu, Variational and Hemivariational Inequalities, Theory, Methods and Applications, Volume II: Unilateral Problems, Kluwer Academic Publishers, Dordrecht / Boston / London, 368pp.[3]
- 2003: D. Motreanu and V. Radulescu, Variational and Non-variational Methods in Nonlinear Analysis and Boundary Value Problems, Kluwer Academic Publishers, Dordrecht / Boston / London, 388 pp.[3]
- 1999: D. Motreanu and N. H. Pavel, Tangency,  Flow-Invariance for Differential Equations and Optimization Problems, Marcel Dekker, Inc., New York, Basel, x+479pp.[3]
- 1999: D. Motreanu and P. D. Panagiotopoulos, Minimax Theorems and Qualitative Properties of the Solutions of Hemivariational Inequalities, Kluwer Academic Publishers, Dordrecht / Boston / London, xviii+309pp.[3]

### Onoruri
- Premiul Simion Stoilow (1998)